# Copa Colombia 2008
De Copa Colombia 2008 was de zesde editie van de Copa Colombia en werd gespeeld tussen de clubs uit de Copa Mustang en de Second Division. De competitie begon op 12 maart 2008. Het toernooi werd gesponsord door Postobón. De winnaar plaatste zich voor de Copa Sudamericana.

## Regionale fases
|  | Gekwalificeerd voor de volgende ronde. |
|  | Uitgeschakeld.                         |

### Groep A
| Team            | Pld | W | D | L | GF | GA | GD  | Pts |
| --------------- | --- | - | - | - | -- | -- | --- | --- |
| Atlético Junior | 10  | 6 | 2 | 2 | 15 | 8  | +7  | 20  |
| Unión Magdalena | 10  | 6 | 1 | 3 | 13 | 7  | +6  | 19  |
| Barranquilla FC | 10  | 6 | 1 | 3 | 10 | 6  | +4  | 19  |
| Córdoba FC      | 10  | 4 | 0 | 6 | 9  | 12 | −3  | 12  |
| Real Cartagena  | 10  | 4 | 0 | 6 | 6  | 9  | −3  | 12  |
| Valledupar FC   | 10  | 2 | 0 | 8 | 5  | 16 | −11 | 6   |

| 12 maart, 2008    |     |                 |                                  |              |
| Valledupar        | 1–2 | Atletico Junior | Estadio Armando Maestre Pavajeau | Valledupar   |
| Barranquilla      | 2–1 | Union Magdalena | Estadio Romelio Martínez         | Barranquilla |
| Córdoba           | 1–0 | Real Cartagena  | Estadio Alberto Saibis Saker     | Cereté       |
| 26 maart, 2008    |     |                 |                                  |              |
| Atletico Junior   | 1–0 | Barranquilla    | Estadio Metropolitano            | Barranquilla |
| Real Cartagena    | 2–0 | Valledupar      | Estadio Jaime Morón León         | Cartagena    |
| Union Magdalena   | 2–0 | Córdoba         | Estadio Eduardo Santos           | Santa Marta  |
| 9 april, 2008     |     |                 |                                  |              |
| Union Magdalena   | 1–1 | Atletico Junior | Estadio Eduardo Santos           | Santa Marta  |
| Barranquilla      | 1–0 | Real Cartagena  | Estadio Romelio Martínez         | Barranquilla |
| Córdoba           | 0–2 | Valledupar      | Estadio Alberto Saibis Saker     | Cereté       |
| 30 april, 2008    |     |                 |                                  |              |
| Córdoba           | 1–0 | Atletico Junior | Estadio Alberto Saibis Saker     | Cereté       |
| Real Cartagena    | 1–0 | Union Magdalena | Estadio Jaime Morón León         | Cartagena    |
| Valledupar        | 0–1 | Barranquilla    | Estadio Armando Maestre Pavajeau | Valledupar   |
| 7 mei, 2008       |     |                 |                                  |              |
| Atletico Junior   | 2–1 | Real Cartagena  | Estadio Metropolitano            | Barranquilla |
| Barranquilla      | 1–0 | Córdoba         | Estadio Romelio Martínez         | Barranquilla |
| Union Magdalena   | 2–0 | Valledupar      | Estadio Eduardo Santos           | Santa Marta  |
| 28 mei, 2008      |     |                 |                                  |              |
| Atletico Junior   | 4–0 | Valledupar      | Estadio Metropolitano            | Barranquilla |
| Real Cartagena    | 0–3 | Córdoba         | Estadio Jaime Morón León         | Cartagena    |
| Union Magdalena   | 2–0 | Barranquilla    | Estadio Eduardo Santos           | Santa Marta  |
| 4 juni, 2008      |     |                 |                                  |              |
| Barranquilla      | 0–0 | Atletico Junior | Estadio Romelio Martínez         | Barranquilla |
| Córdoba           | 2–1 | Union Magdalena | Estadio Alberto Saibis Saker     | Cereté       |
| Valledupar        | 0–1 | Real Cartagena  | Estadio Armando Maestre Pavajeau | Valledupar   |
| 30 juli, 2008     |     |                 |                                  |              |
| Atletico Junior   | 1–2 | Union Magdalena | Estadio Metropolitano            | Barranquilla |
| Real Cartagena    | 1–0 | Barranquilla    | Estadio Jaime Morón León         | Cartagena    |
| Valledupar        | 1–0 | Córdoba         | Estadio Armando Maestre Pavajeau | Valledupar   |
| 6 augustus, 2008  |     |                 |                                  |              |
| Atletico Junior   | 3–2 | Córdoba         | Estadio Metropolitano            | Barranquilla |
| Barranquilla      | 3–1 | Valledupar      | Estadio Metropolitano            | Barranquilla |
| Union Magdalena   | 1–0 | Real Cartagena  | Estadio Eduardo Santos           | Santa Marta  |
| 13 augustus, 2008 |     |                 |                                  |              |
| Córdoba           | 0–2 | Barranquilla    | Estadio Alberto Saibis Saker     | Cereté       |
| Real Cartagena    | 0–1 | Atletico Junior | Estadio Jaime Morón León         | Cartagena    |
| Valledupar        | 0–1 | Union Magdalena | Estadio Armando Maestre Pavajeau | Valledupar   |

### Groep B
| Team                   | Pld | W | D | L | GF | GA | GD  | Pts |
| ---------------------- | --- | - | - | - | -- | -- | --- | --- |
| Atlético Nacional      | 10  | 6 | 3 | 1 | 12 | 5  | +7  | 21  |
| Envigado FC            | 10  | 4 | 3 | 3 | 17 | 8  | +9  | 15  |
| Independiente Medellín | 10  | 4 | 3 | 3 | 12 | 12 | 0   | 15  |
| Deportivo Pereira      | 10  | 2 | 5 | 3 | 11 | 9  | +2  | 11  |
| Deportivo Rionegro     | 10  | 2 | 3 | 4 | 8  | 16 | −8  | 9   |
| Itagüí Ditaires        | 10  | 2 | 3 | 5 | 8  | 18 | −10 | 9   |

| 12 maart, 2008     |     |                    |                                         |          |
| Deportivo Rionegro | 1–3 | Envigado           | Estadio Alberto Grisales                | Rionegro |
| Atlético Nacional  | 2–0 | Pereira            | Estadio Atanasio Girardot               | Medellín |
| Itagüí Ditaires    | 2–2 | Medellín           | Estadio Municipal Orlando Anibal Monroy | Caucasia |
| 26 maart, 2008     |     |                    |                                         |          |
| Pereira            | 1–1 | Itagüí Ditaires    | Estadio Hernán Ramírez Villegas         | Pereira  |
| Envigado           | 1–2 | Atlético Nacional  | Estadio Polideportivo Sur               | Envigado |
| Medellín           | 0–2 | Deportivo Rionegro | Estadio Atanasio Girardot               | Medellín |
| 9 april, 2008      |     |                    |                                         |          |
| Itagüí Ditaires    | 2–0 | Deportivo Rionegro | Estadio Municipal Orlando Anibal Monroy | Caucasia |
| Atlético Nacional  | 3–1 | Medellín           | Estadio Atanasio Girardot               | Medellín |
| Pereira            | 0–1 | Envigado           | Estadio Hernán Ramírez Villegas         | Pereira  |
| 30 april, 2008     |     |                    |                                         |          |
| Itagüí Ditaires    | 0–0 | Envigado           | Estadio Municipal Orlando Anibal Monroy | Caucasia |
| Deportivo Rionegro | 0–0 | Atlético Nacional  | Estadio Alberto Grisales                | Rionegro |
| Medellín           | 1–1 | Pereira            | Estadio Atanasio Girardot               | Medellín |
| 7 mei, 2008        |     |                    |                                         |          |
| Envigado           | 0–0 | Medellín           | Estadio Municipal Orlando Anibal Monroy | Envigado |
| Pereira            | 4–0 | Deportivo Rionegro | Estadio Hernán Ramírez Villegas         | Pereira  |
| Atletico Nacional  | 1–0 | Itagüí Ditaires    | Estadio Atanasio Girardot               | Medellín |
| 28 mei, 2008       |     |                    |                                         |          |
| Pereira            | 0–0 | Atletico Nacional  | Estadio Hernán Ramírez Villegas         | Pereira  |
| Envigado           | 3–1 | Deportivo Rionegro | Estadio Alberto Grisales                | Envigado |
| Medellín           | 3–0 | Itagüí Ditaires    | Estadio Atanasio Girardot               | Medellín |
| 4 juni, 2008       |     |                    |                                         |          |
| Deportivo Rionegro | 1–2 | Medellín           | Estadio Alberto Grisales                | Rionegro |
| Atletico Nacional  | 1–0 | Envigado           | Estadio Atanasio Girardot               | Medellín |
| Itagüí Ditaires    | 1–0 | Pereira            | Estadio Municipal Orlando Anibal Monroy | Caucasia |
| 30 juli, 2008      |     |                    |                                         |          |
| Deportivo Rionegro | 1–0 | Itagüí Ditaires    | Estadio Alberto Grisales                | Rionegro |
| Envigado           | 1–1 | Pereira            | Estadio Polideportivo Sur               | Envigado |
| Medellín           | 1–0 | Atletico Nacional  | Estadio Atanasio Girardot               | Medellín |
| 5 augustus, 2008   |     |                    |                                         |          |
| Atletico Nacional  | 0–0 | Deportivo Rionegro | Estadio Atanasio Girardot               | Medellín |
| Pereira            | 2–0 | Medellín           | Estadio Hernán Ramírez Villegas         | Pereira  |
| Envigado           | 7–0 | Itagüí Ditaires    | Estadio Polideportivo Sur               | Envigado |
| 13 augustus, 2008  |     |                    |                                         |          |
| Itagüí Ditaires    | 2–3 | Atletico Nacional  | Estadio Metropolitano Ciudad de Itagüí  | Itagüí   |
| Deportivo Rionegro | 2–2 | Pereira            | Estadio Alberto Grisales                | Rionegro |
| Medellín           | 2–1 | Envigado           | Estadio Atanasio Girardot               | Medellín |

### Groep C
Teams uit het noordoosten van Colombia.
| Team                 | Pld | W | D | L | GF | GA | GD  | Pts |
| -------------------- | --- | - | - | - | -- | -- | --- | --- |
| Boyacá Chicó         | 10  | 6 | 2 | 2 | 21 | 9  | +12 | 20  |
| Cúcuta               | 10  | 5 | 2 | 3 | 13 | 10 | +3  | 17  |
| Real Santander       | 10  | 5 | 2 | 3 | 14 | 15 | −1  | 17  |
| Atlético Bucaramanga | 10  | 4 | 3 | 3 | 15 | 8  | +7  | 15  |
| Alianza Petrolera    | 10  | 3 | 2 | 5 | 10 | 14 | −4  | 11  |
| Patriotas FC         | 10  | 0 | 3 | 7 | 6  | 23 | −17 | 3   |

|                   | APE   | CFC   | BUC   | CUT   | PFC   | RSA   |
| ----------------- | ----- | ----- | ----- | ----- | ----- | ----- |
| Alianza Petrolera |       | 0 - 0 | 0 - 0 | 2 - 0 | 3 - 1 | 0 - 2 |
| Boyacá Chicó      | 3 - 0 |       | 0 - 0 | 3 - 0 | 2 - 1 | 8 - 1 |
| Bucaramanga       | 2 - 1 | 0 - 2 |       | 0 - 1 | 7 - 0 | 2 - 0 |
| Cúcuta            | 2 - 0 | 3 - 0 | 0 - 2 |       | 3 - 0 | 1 - 1 |
| Patriotas FC      | 1 - 2 | 0 - 1 | 1 - 1 | 1 - 1 |       | 0 - 2 |
| Real Santander    | 1 - 0 | 2 - 0 | 3 - 1 | 1 - 2 | 1 - 1 |       |

### Groep D
Teams uit Bogota en Villavicencio.
| Team               | Pld | W | D | L | GF | GA | GD  | Pts |
| ------------------ | --- | - | - | - | -- | -- | --- | --- |
| La Equidad         | 10  | 5 | 5 | 0 | 14 | 8  | +6  | 20  |
| Centauros          | 10  | 5 | 1 | 4 | 15 | 14 | +1  | 16  |
| Santa Fe           | 10  | 4 | 4 | 2 | 9  | 8  | +1  | 16  |
| Academia FC        | 10  | 3 | 4 | 3 | 8  | 8  | 0   | 13  |
| CD Los Millonarios | 10  | 3 | 3 | 4 | 10 | 8  | +2  | 12  |
| Bogotá FC          | 10  | 0 | 3 | 7 | 3  | 13 | −10 | 3   |

|                | AFC   | MIL   | CEN   | EQU   | SAN   | BFC   |
| -------------- | ----- | ----- | ----- | ----- | ----- | ----- |
| CD Academia FC |       | 1 - 0 | 2 - 0 | 1 - 2 | 1 - 1 | 2 - 1 |
| Millonarios    | 0 - 0 |       | 3 - 0 | 2 - 2 | 2 - 0 | 2 - 0 |
| Centauros CD   | 2 - 0 | 2 - 0 |       | 1 - 2 | 3 - 0 | 3 - 1 |
| La Equidad     | 0 - 0 | 2 - 1 | 2 - 2 |       | 0 - 0 | 1 - 0 |
| Santa Fe       | 2 - 1 | 1 - 0 | 3 - 0 | 1 - 1 |       | 1 - 0 |
| CD Bogota FC   | 0 - 0 | 0 - 0 | 1 - 2 | 0 - 2 | 0 - 0 |       |

### Groep E
teams uit de Pacific Region of Colombia.
| Team             | Pld | W | D | L | GF | GA | GD  | Pts |
| ---------------- | --- | - | - | - | -- | -- | --- | --- |
| Deportivo Cali   | 10  | 6 | 2 | 2 | 18 | 6  | +12 | 20  |
| Depor F.C.       | 10  | 6 | 0 | 4 | 11 | 10 | +1  | 18  |
| Deportivo Pasto  | 10  | 5 | 3 | 2 | 11 | 11 | 0   | 18  |
| Deportes Quindío | 10  | 5 | 2 | 3 | 10 | 8  | +2  | 17  |
| Cortuluá         | 10  | 2 | 2 | 6 | 7  | 15 | −8  | 8   |
| América de Cali  | 10  | 1 | 1 | 8 | 6  | 13 | −7  | 4   |

|                  | QUI   | COR   | CAL   | PAS   | DFC   | AME   |
| ---------------- | ----- | ----- | ----- | ----- | ----- | ----- |
| Deportes Quindío |       | 1 - 0 | 3 - 2 | 1 - 1 | 1 - 0 | 1 - 0 |
| Cortuluá         | 0 - 3 |       | 1 - 1 | 1 - 1 | 1 - 2 | 1 - 2 |
| Deportivo Cali   | 2 - 0 | 3 - 0 |       | 4 - 0 | 3 - 0 | 1 - 0 |
| Deportivo Pasto  | 1 - 0 | 1 - 0 | 0 - 0 |       | 2 - 0 | 2 - 1 |
| Depor F.C.       | 2 - 0 | 1 - 2 | 2 - 1 | 2 - 0 |       | 1 - 0 |
| América de Cali  | 0 - 0 | 1 - 2 | 0 - 1 | 2 - 3 | 0 - 1 |       |

### Groep F
Teams uit centraal-westen van Colombia .
| Team            | Pld | W | D | L | GF | GA | GD  | Pts |
| --------------- | --- | - | - | - | -- | -- | --- | --- |
| Once Caldas     | 10  | 5 | 5 | 0 | 22 | 9  | +13 | 20  |
| Expreso Rojo    | 10  | 5 | 5 | 0 | 10 | 4  | +6  | 20  |
| Deportes Tolima | 10  | 5 | 2 | 3 | 19 | 12 | +7  | 17  |
| Atletico Huila  | 10  | 2 | 5 | 3 | 13 | 13 | 0   | 11  |
| Girardot FC     | 10  | 1 | 3 | 6 | 8  | 26 | −18 | 6   |
| Juventud Soacha | 10  | 1 | 2 | 7 | 8  | 16 | −8  | 5   |

|                 | EXR   | CAL   | SOA   | GFC   | TOL   | HUI   |
| --------------- | ----- | ----- | ----- | ----- | ----- | ----- |
| Expreso Rojo    |       | 0 - 0 | 2 - 1 | 1 - 0 | 1 - 0 | 0 - 0 |
| Once Caldas     | 1 - 1 |       | 2 - 0 | 5 - 0 | 1 - 0 | 5 - 4 |
| Juventud Soacha | 0 - 1 | 2 - 2 |       | 1 - 1 | 0 - 0 | 0 - 1 |
| Girardot FC     | 1 - 1 | 1 - 5 | 0 - 2 |       | 2 - 6 | 1 - 1 |
| Deportes Tolima | 0 - 2 | 1 - 1 | 3 - 1 | 3 - 0 |       | 2 - 2 |
| Atletico Huila  | 1 - 1 | 0 - 0 | 2 - 0 | 1 - 2 | 1 - 2 |       |

## Tweede fase
De heenwedstrijd van de tweede fase van de Copa Colombia 2008 zal worden gespeeld op 27 augustus en de returns worden gespeeld op 3 september 2008
| Team 1           | Tot.            | Team 2            | 1e wedstr. | 2e wedstr. |
| ---------------- | --------------- | ----------------- | ---------- | ---------- |
| Envigado         | 3 - 3 Pen 6 - 5 | Atlético Junior   | 1 - 0      | 2 - 3      |
| Unión Magdalena  | 2 - 6           | Atlético Nacional | 2 - 2      | 0 - 4      |
| Centauros        | 2 - 6           | Boyacá Chicó      | 1 - 0      | 1 - 6      |
| Cúcuta Deportivo | 0 - 2           | La Equidad        | 0 - 0      | 0 - 2      |
| Expreso Rojo     | 3 - 1           | Deportivo Cali    | 2 - 1      | 1 - 0      |
| Depor FC         | 5 - 7           | Once Caldas       | 1 - 0      | 4 - 7      |

### Derde fase
De wedstrijden in de derde fase zal worden gespeeld in een thuis en uit duel die worden gespeeld op 17 september en 1 oktober. De winnaar voor een plaats in de halve finale wordt bepaald welke team het meeste punten heeft gemaakt, in dit geval wordt het bepaald door het doelsaldo.
| Team 1       | Tot.  | Team 2            | 1e wedstr. | 2e wedstr. |
| ------------ | ----- | ----------------- | ---------- | ---------- |
| Envigado     | 3 - 4 | La Equidad        | 2 - 1      | 1 - 3      |
| Expreso Rojo | 2 - 1 | Atlético Nacional | 2 - 0      | 0 - 1      |
| Boyacá Chicó | 2 - 4 | Once Caldas       | 1 - 1      | 1 - 3      |

## Halve finale
De heenwedstrijd van de halve finale werd gespeeld op 29 oktober 2008 en de return op 5 november 2008.
| Team 1      | Tot. | Team 2       | 1e wedstr. | 2e wedstr. |
| ----------- | ---- | ------------ | ---------- | ---------- |
| Once Caldas | 1-0  | Expreso Rojo | 1-0        | 0-0        |
| La Equidad  | 4-1  | Envigado     | 0-0        | 4-1        |

## Finale
De finale werd gespeeld op 12 november 2008 en de return op 19 november 2008. Er was geen wedstrijd om de derde plaats.
| Team 1      | Tot. | Team 2     | 1e wedstr. | 2e wedstr. |
| ----------- | ---- | ---------- | ---------- | ---------- |
| Once Caldas | 3-4  | La Equidad | 0-1        | 3-3        |

## Kampioen
|                       |
| Vlag van Colombia     |
| La Equidad 1ste titel |